# Mário David (ator)
Jacques David, conhecido pelo seu nome artístico Mario David, foi um ator francês, nascido em 9 de agosto de 1927 em Charleville-Mézières e falecido em 29 de abril de 1996 no 13º arrondissement de Paris.
Foi principalmente no cinema que ele se tornou uma figura popular graças às suas inúmeras aparições em papéis coadjuvantes, notadamente ao lado de Louis de Funès. Lembramos sua participação no filme Oscar, de Édouard Molinaro, ou o Gendarme se marie de Jean Girault. 